# Montmorenci (Indiana)
Montmorenci es un lugar designado por el censo ubicado en el condado de Tippecanoe en el estado estadounidense de Indiana. En el Censo de 2010 tenía una población de 243 habitantes y una densidad poblacional de 69,09 personas por km².

## Geografía
Montmorenci se encuentra ubicado en las coordenadas 40°28′14″N 87°2′7″O / 40.47056, -87.03528. Según la Oficina del Censo de los Estados Unidos, Montmorenci tiene una superficie total de 3.52 km², de la cual 3.52 km² corresponden a tierra firme y (0%) 0 km² es agua.

## Demografía
Según el censo de 2010, había 243 personas residiendo en Montmorenci. La densidad de población era de 69,09 hab./km². De los 243 habitantes, Montmorenci estaba compuesto por el 98.77% blancos, el 0% eran afroamericanos, el 0.41% eran amerindios, el 0.41% eran asiáticos, el 0% eran isleños del Pacífico, el 0% eran de otras razas y el 0.41% pertenecían a dos o más razas. Del total de la población el 0.41% eran hispanos o latinos de cualquier raza.